# Tàu chở hàng

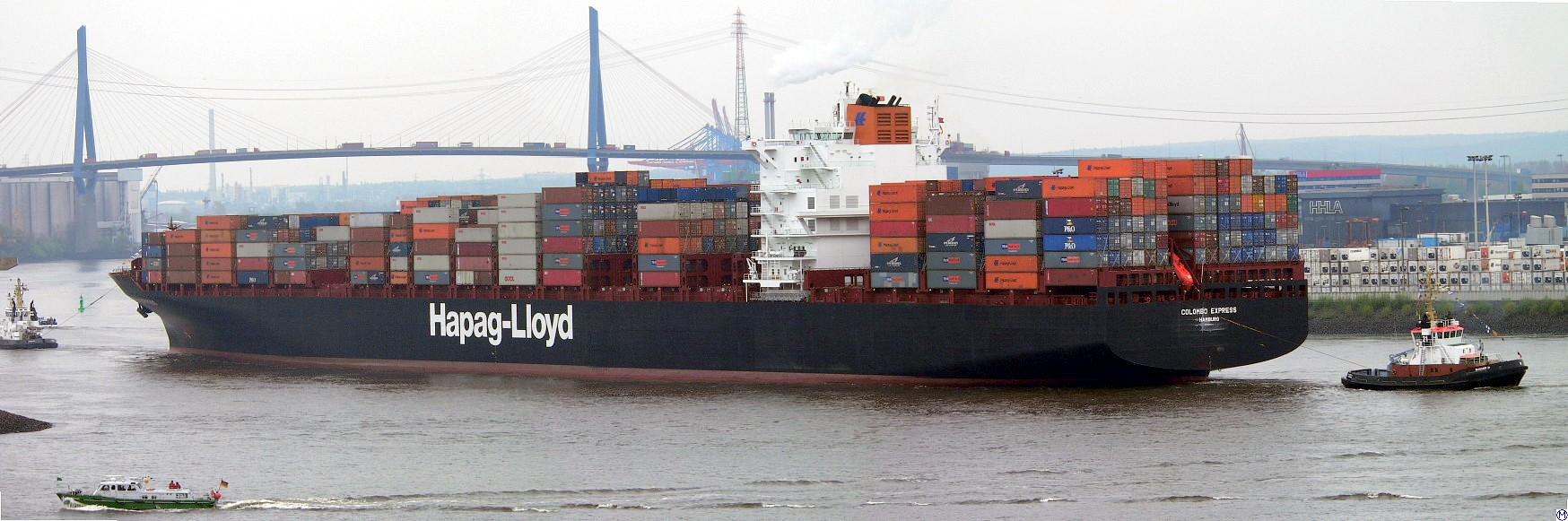
Tàu Colombo Express, một trong những tàu container lớn nhất thế giới (khi nó được đóng vào năm 2005), được sở hữu và điều hành bởi Hapag-Lloyd của Đức

Tàu chở hàng hoặc tàu vận tải hàng hóa là một tàu buôn chuyên chở hàng hóa và vật liệu từ cảng này sang cảng khác. Hàng ngàn hãng vận tải hàng hóa miệt mài trên biển và đại dương trên thế giới mỗi năm, xử lý phần lớn thương mại quốc tế. Tàu chở hàng thường được thiết kế đặc biệt cho nhiệm vụ, thường được trang bị cần cẩu và các cơ chế khác để tải và dỡ hàng, và có đủ kích cỡ. Ngày nay, chúng hầu như luôn được chế tạo bằng thép hàn, và với một số ngoại lệ thường có tuổi thọ từ 25 đến 30 năm trước khi bị loại bỏ.

## Định nghĩa

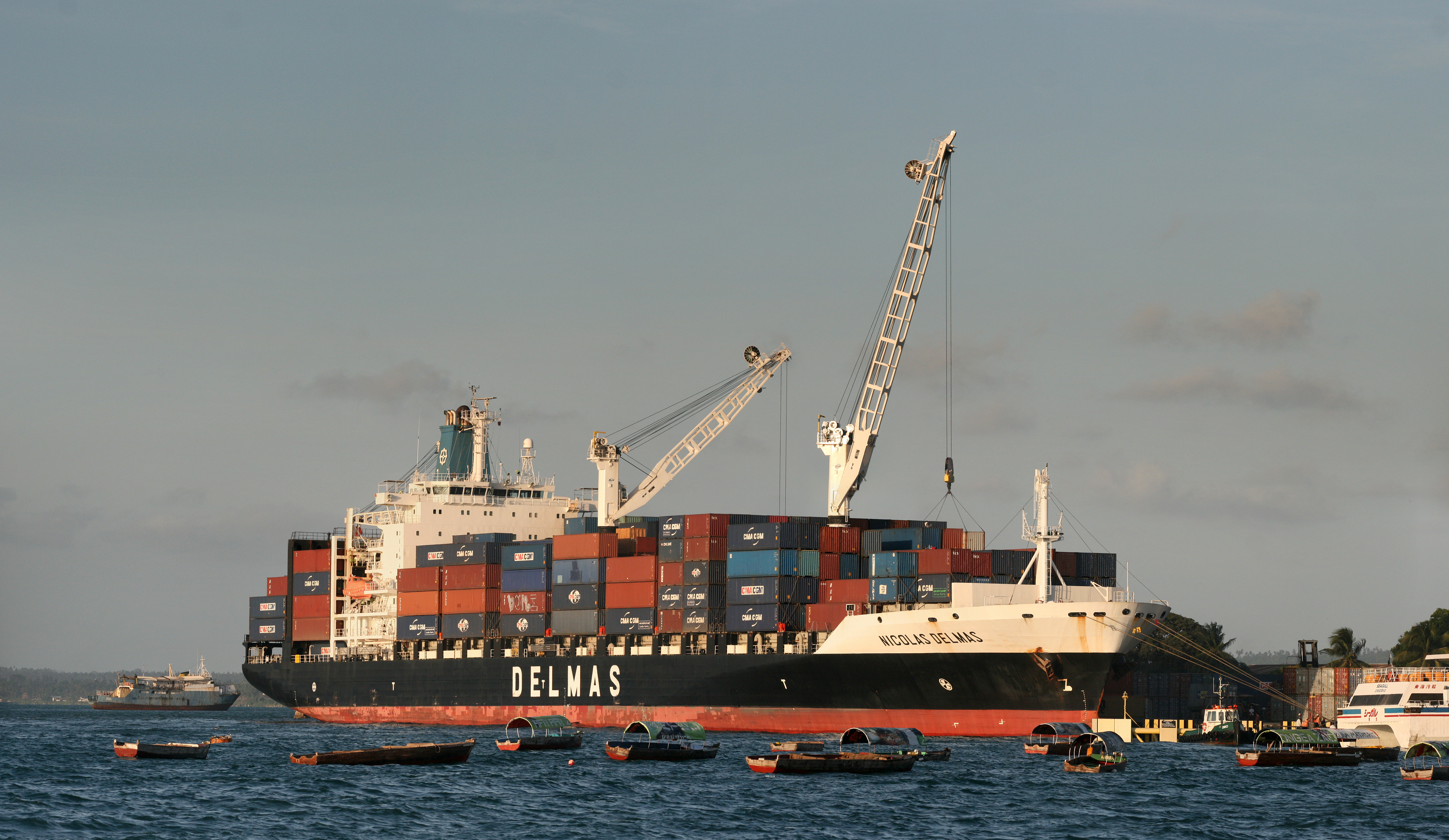
Một tàu container Delmas đang dỡ hàng tại cảng Zanzibar ở Tanzania

Các từ hàng hóa (cargo) và vận chuyển hàng hóa (freight) đã trở nên thay thế cho nhau trong sử dụng thông thường. Về mặt kỹ thuật, "hàng hóa" dùng để chỉ hàng hóa được vận chuyển trên tàu cho thuê, trong khi "hàng hóa" dùng để chỉ khoản bồi thường mà tàu hoặc người thuê tàu nhận được khi vận chuyển hàng hóa.
Nói chung, kinh doanh vận tải biển hiện đại được chia thành hai lớp riêng:
1. Kinh doanh tàu: thường (nhưng không độc quyền) tàu container (trong đó "hàng hóa nói chung" được vận chuyển trong các container 20 hoặc 40 feet), hoạt động như "tàu chở chung", gọi một lịch trình xuất bản thường xuyên của các cảng. Một hãng vận chuyển phổ biến đề cập đến một dịch vụ được quy định trong đó bất kỳ thành viên nào của công chúng có thể đặt hàng hóa để vận chuyển, theo các quy tắc được thiết lập lâu dài và quốc tế.
2. Kinh doanh tàu chở hàng: nói chung đây là kinh doanh tư nhân được sắp xếp giữa người gửi và người nhận và được tạo điều kiện bởi các chủ tàu hoặc người khai thác, họ cho tàu của họ thuê để chở hàng rời (khô hoặc lỏng) hoặc phá vỡ hàng rời (hàng hóa với các mảnh được xử lý riêng lẻ) bất kỳ cổng phù hợp nào trên thế giới, theo một hợp đồng được ký kết cụ thể, được gọi là hợp đồng thuê tàu.